# EudraLex
EudraLex — збірник правил і норм, що регулюють лікарські засоби в Європейському Союзі.

## Зміст
EudraLex складається з 10 томів:
- Щодо лікарських засобів для використання людиною:
  - Том 1 – Фармацевтичне законодавство.
  - Том 2 – Повідомлення для заявників.
    - Том 2А стосується процедур отримання дозволу на продаж.
    - Том 2B стосується представлення та змісту досьє заявки.
    - Том 2C присвячений Керівним принципам.

  - Том 3 – Методичні рекомендації.
- Щодо лікарських засобів для використання людиною в клінічних випробуваннях (досліджувані лікарські засоби).
  - Том 10 – Клінічні випробування.
- Стосовно ветеринарних лікарських засобів:
  - Том 5 – Фармацевтичне законодавство.
  - Том 6 – Повідомлення для заявників.
  - Том 7 – Методичні рекомендації.
  - Том 8 – Максимально допустимі залишки.
- Стосовно лікарських засобів для людини та ветеринарії:
  - Том 4 – Належна виробнича практика .
  - Том 9 – Фармаконагляд[en].
- Різне:
  - Рекомендації з належної практики розповсюдження лікарських засобів для використання людиною (94/C 63/03)

## Директиви
- Директива 65/65/ЄЕС[en] вимагає попереднього дозволу на продаж запатентованих лікарських засобів
- Директива 75/318/ЄЕС[en] уточнює вимоги 65/65/ЄЕС1 і вимагає від держав-членів їх виконання
- Директива 75/319/ЄЕС[en] вимагає, щоб запити на отримання дозволу на продаж складалися лише кваліфікованими експертами
- Директива 93/41/ЄЕС[en] засновує Європейське агентство з оцінки лікарських засобів
- Директива про клінічні випробування[en] визначає правила проведення клінічних випробувань
- Директива 2001/83/ЄС[en]
- Директива про належну клінічну практику[en] визначає належну клінічну практику для розробки та проведення клінічних випробувань